# Агилольф Кёльнский
Святой Агилольф или Агилульф; (нем. Agilolf von Köln, Agilolf, Agilulf-дословно Сильный волк; умер ок. 751) — церковный деятель VIII века, епископ Кёльна (745—752).
О святом почти ничего не известно, ранний рассказ, написанный монахом Мальмеди, считается ненадежным.
Агилульфус происходил из знатной семьи и получил образование у аббата Ангелина в Ставло.
Прежде чем стать епископом Кёльна, служил настоятелем монастыря в Стабло-Мальмеди (ныне Восточная Бельгия).
Занимал Кёльнскую кафедру после епископа Регинфрида (с 745). Последователь реформатора церкви, «апостола Германии» Бонифация; участник общегерманского Собора 747 года.
По некоторой информации пытался убедить майордома Австразии Пепина Геристальского оставить трон любому наследнику, кроме Карла Мартелла, которого считал нелегитимным занять трон Меровингов. Будучи отправлен с посольством в Люксембург, был предательски убит, по-видимому, в результате мести Карла Мартелла.
В письме папа римского Захария в 747 году высоко оценил подписание Агилольфом «Charta verae et orovingae professionalis».
Останки Агилольфа были погребены в Мальмеди. В 1068 или 1075 г. мощи перенесены в Кёльн (в настоящее время в Кёльнском кафедральном соборе).
Память в Католической церкви отмечают 9 июля.
Позднее был ошибочно отождествлён с одноименным мучеником из Мальмеди.